# Justin Warsylewicz
Justin Warsylewicz est un patineur de vitesse canadien, né le 19 octobre 1985 à Regina (Saskatchewan) au Canada.

## Palmarès

### Championnats du monde
- Champion du monde junior 2004

### Jeux olympiques
- Jeux olympiques d'hiver de 2006 à Turin (Italie) :
  -  Médaille d'argent en poursuite par équipe (Hommes), le 16 février, en compagnie de Jason Parker, Steven Elm, Arne Dankers et Denny Morrison.